# Türkische Botschaft Athen
Die Türkische Botschaft Athen (offiziell: Botschaft der Republik Türkei Athen; Türkiye Cumhuriyeti Atina Büyükelçiliği oder T.C. Atina Büyükelçiliği) ist die höchste diplomatische Vertretung der Republik Türkei in Griechenland. Seit 2012 residiert Kerim Uras als Botschafter der Republik Türkei in dem Botschaftsgebäude.
Das Osmanische Reich entsandte seinen ersten Botschafter nach Athen im Jahre 1840. Aufgrund des Ersten Weltkrieges und des Türkischen Befreiungskrieges waren die diplomatischen Beziehungen zwischen dem 1. Juli 1917 und dem 11. Januar 1924 ausgesetzt.